# Aquilonastra doranae
Aquilonastra doranae is een zeester uit de familie Asterinidae.
De wetenschappelijke naam van de soort werd in 2006 gepubliceerd door O'Loughlin & Rowe.